# Ісаєвський палац Курісів
Палац Куріса, Палац-Садиба Курісів, або Ісаєвський палац-садиба Курісів — архітектурна пам'ятка, що знаходиться у селі Ісаєве Березівського району Одеської області.

## Історія

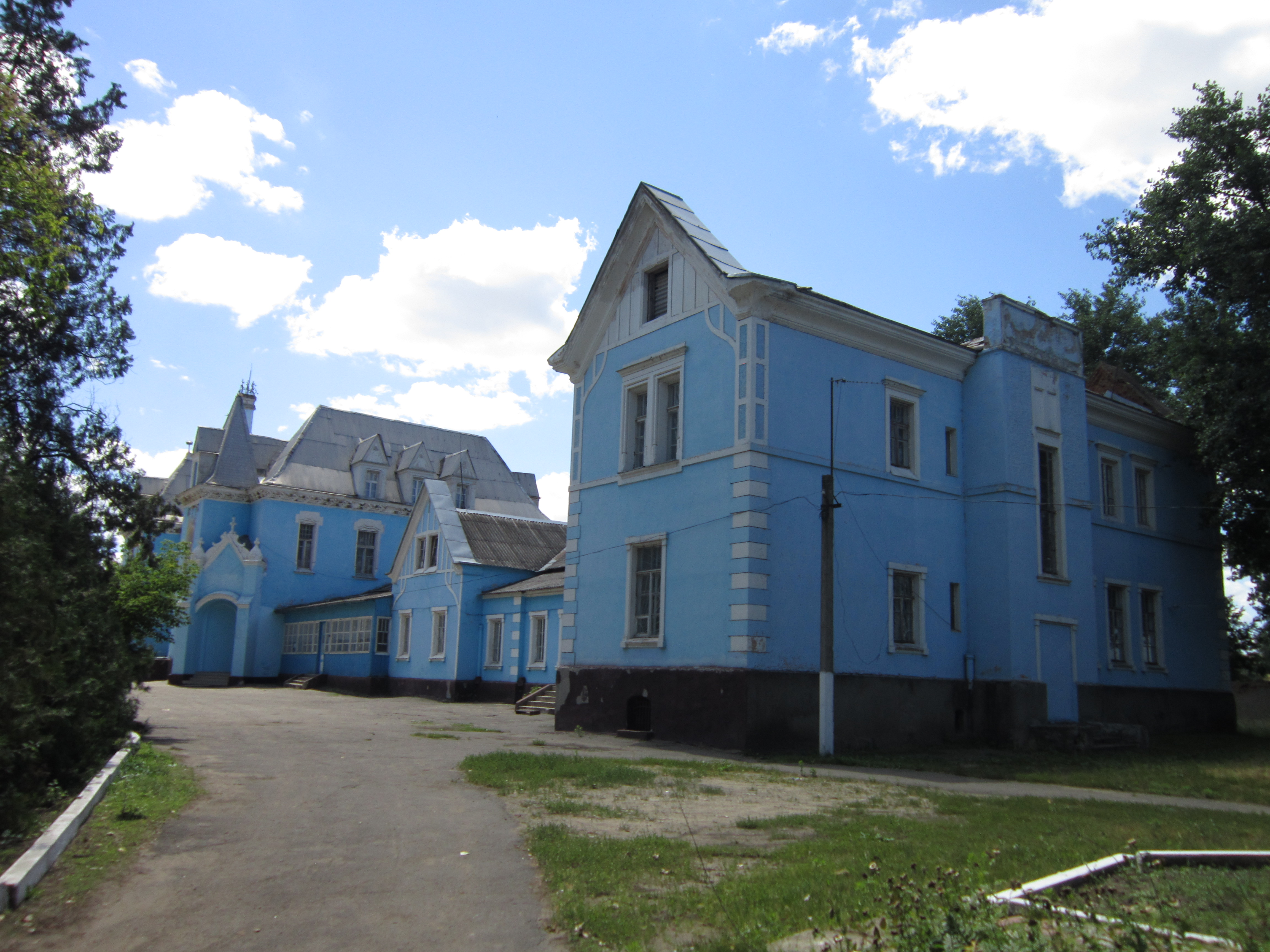
Загальний вигляд

Землі, де тепер знаходиться село Ісаєве, починаючи з кінця XVIII знаходилися у володінні генерал-майора Ісаєва який і заклав тут село із кам'яною церквою, що збереглася і дотепер. Однак вже в середині XIX століття він продає маєток по частинах і найбільша частина володінь (4540 десятин землі) дістається спочатку Василю Нікітіну, який згодом перепродав ці землі поміщикам Ґіжицьким. Дочка Івана Олександровича Ґіжицького, Любов, вийшла заміж за Івана Куріса, родина якого вже володіла замком в селі Курісове. У 1899 році село перейшло до їхнього сина, Олександра Івановича Куріса, який після народження в родині п'ятої дитини у 1903 році розпочав зведення великого маєтку. Зведення палацу було завершене у 1905 році.
Після приходу влади більшовиків (після 1918 року) родина власників емігрувала до Франції, де оселились в Каннах, а палац використовувався під різного роду учбові заклади. Так, в період з 1924 по 1929 роки тут містилася трудова школа (на першому поверсі) і філія Одеського інституту народної освіти (на другому). З 1930 в будівлі діяв сільськогосподарський технікум, згодом перенесений до Петрівки (тепер — Курісове), де відкритий як зооветеринарний.

## Сучасний стан
Палац Куріса внесений до реєстру культурної спадщини України від 27 грудня 1991 року, як пам'ятник містобудування і архітектури місцевого значення. У приміщені палацу діє Ісаєвський професійний аграрний ліцей, на закриту територію якого слід потрапити, щоб побачити сам палац. Навколо палацу зберігся парк.
За останні сто років палац пережив багаторазові зміни. Так, колір його стін змінився з рожевого на блакитний, центральний вхід із сходами було зачинено. Однак у палаці збереглося кілька вітражів, дерев'яні сходи, ліпне оздоблення стелі, декоративна плитка на підлозі.

## Цікаві факти
У маєтку жив та працював французький художник Люсьєн Моно, який прийняв згодом у Франції родину Курісів після приходу до влади більшовиків. Його картини й сьогодні прикрашають стіни будівлі.
Нащадок родини Курісів, Олександр Олександрович Куріс, відвідав у 2000 р. палац, разом із своєю дружиною, Анною-Марією, та племінником, Марком Костянтиновичем Андронніковим.

## Галерея

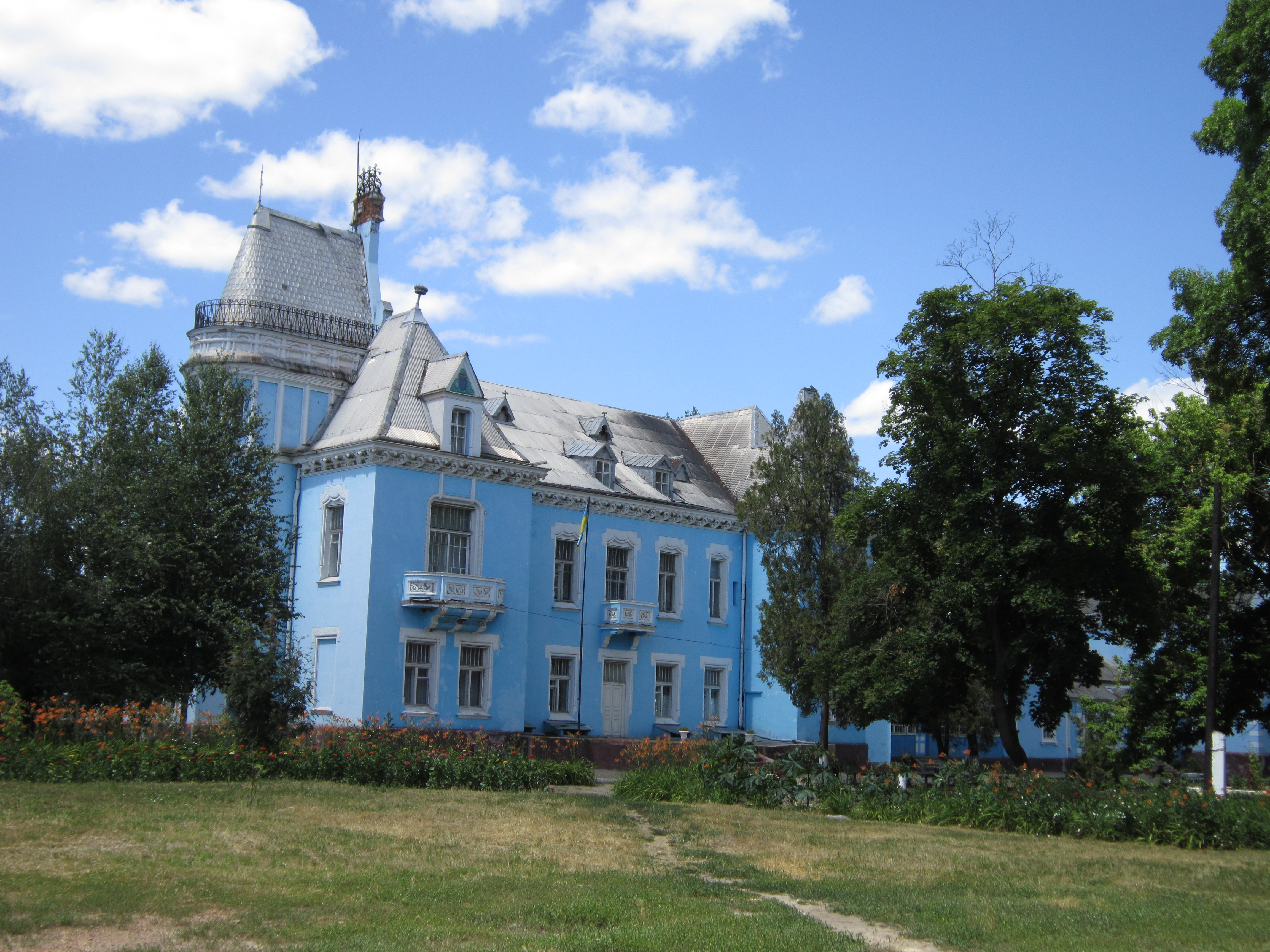
Загальний вигляд палацу
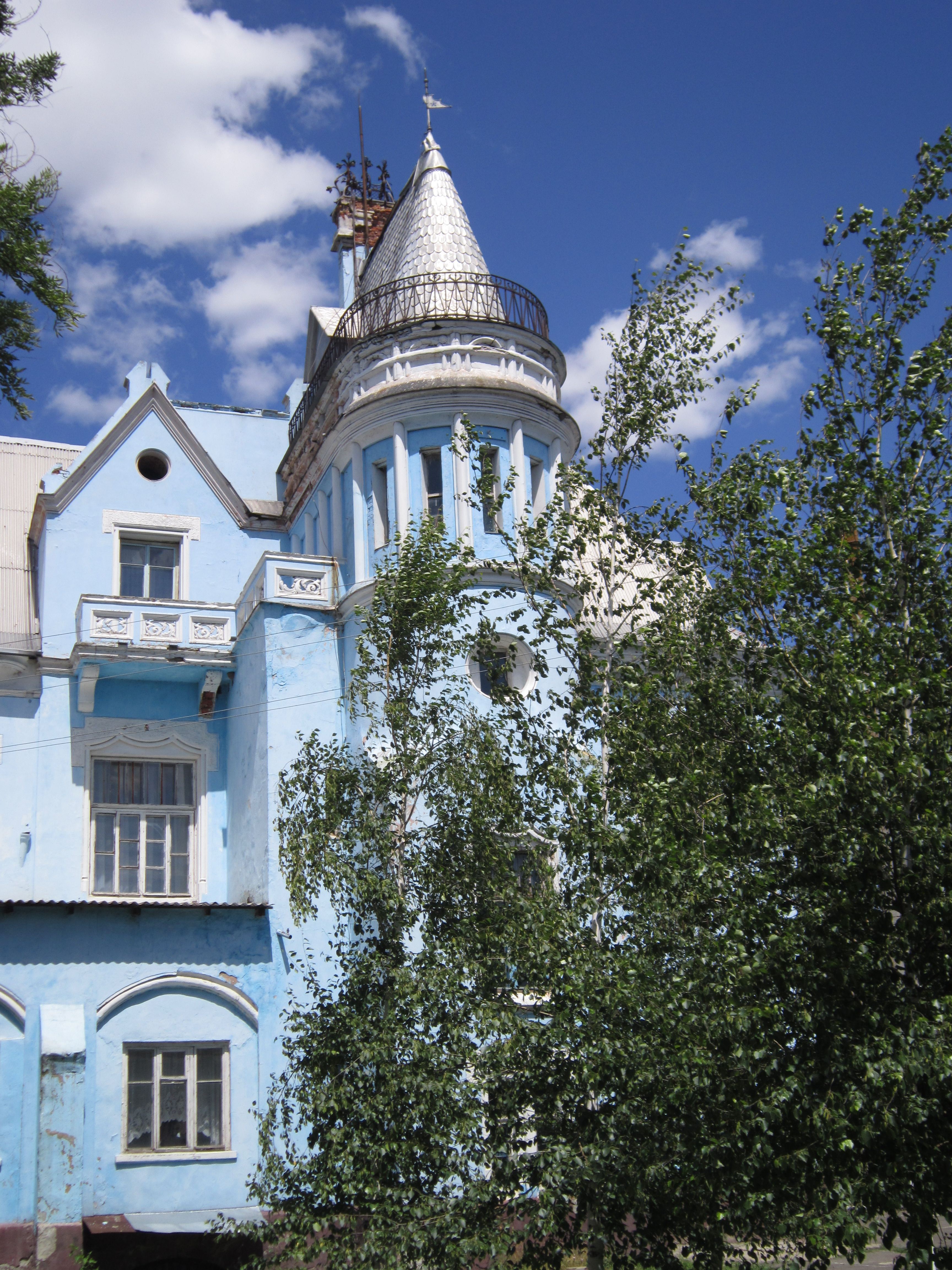
Башти палацу
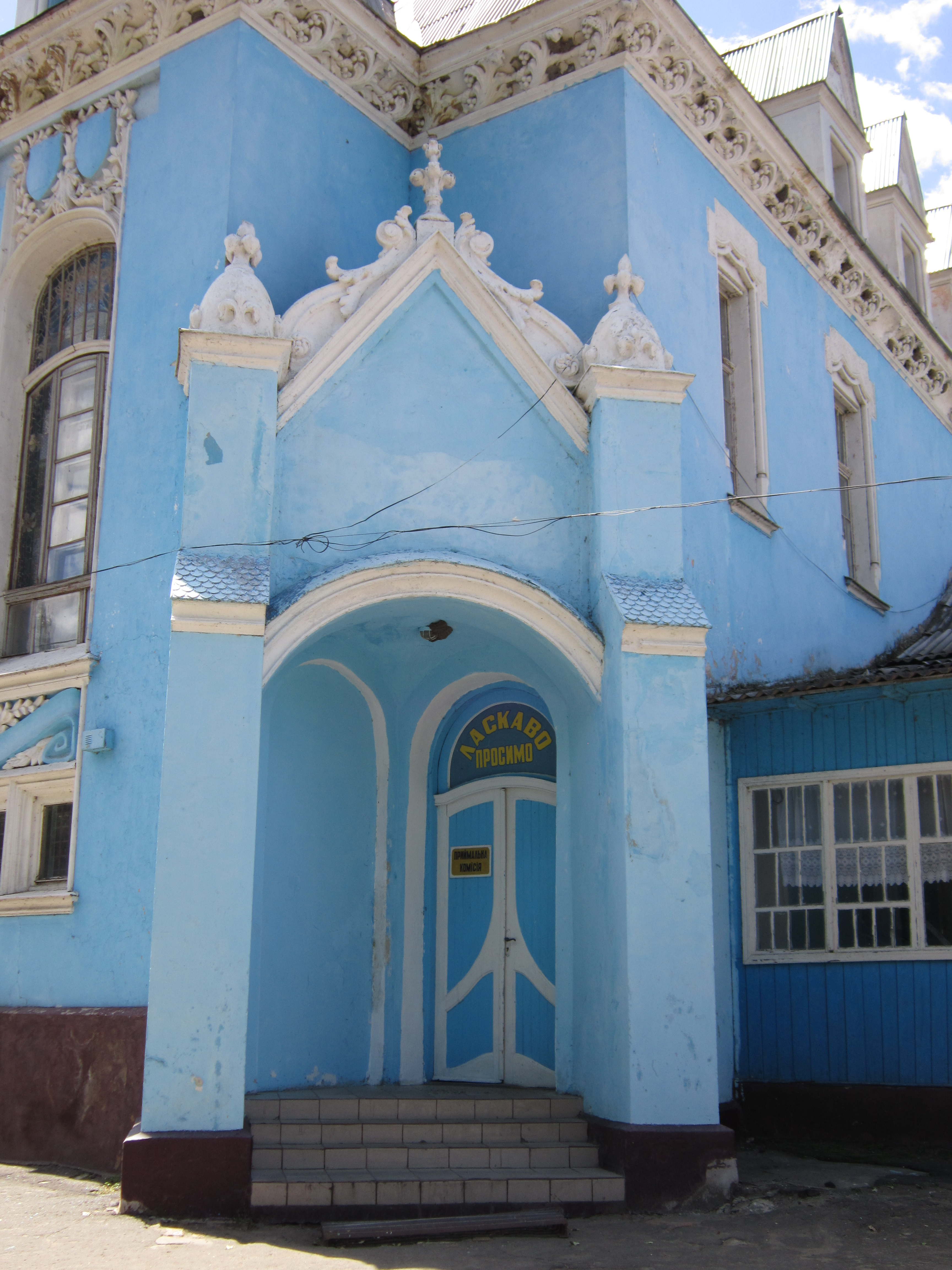
Вхід до палацу
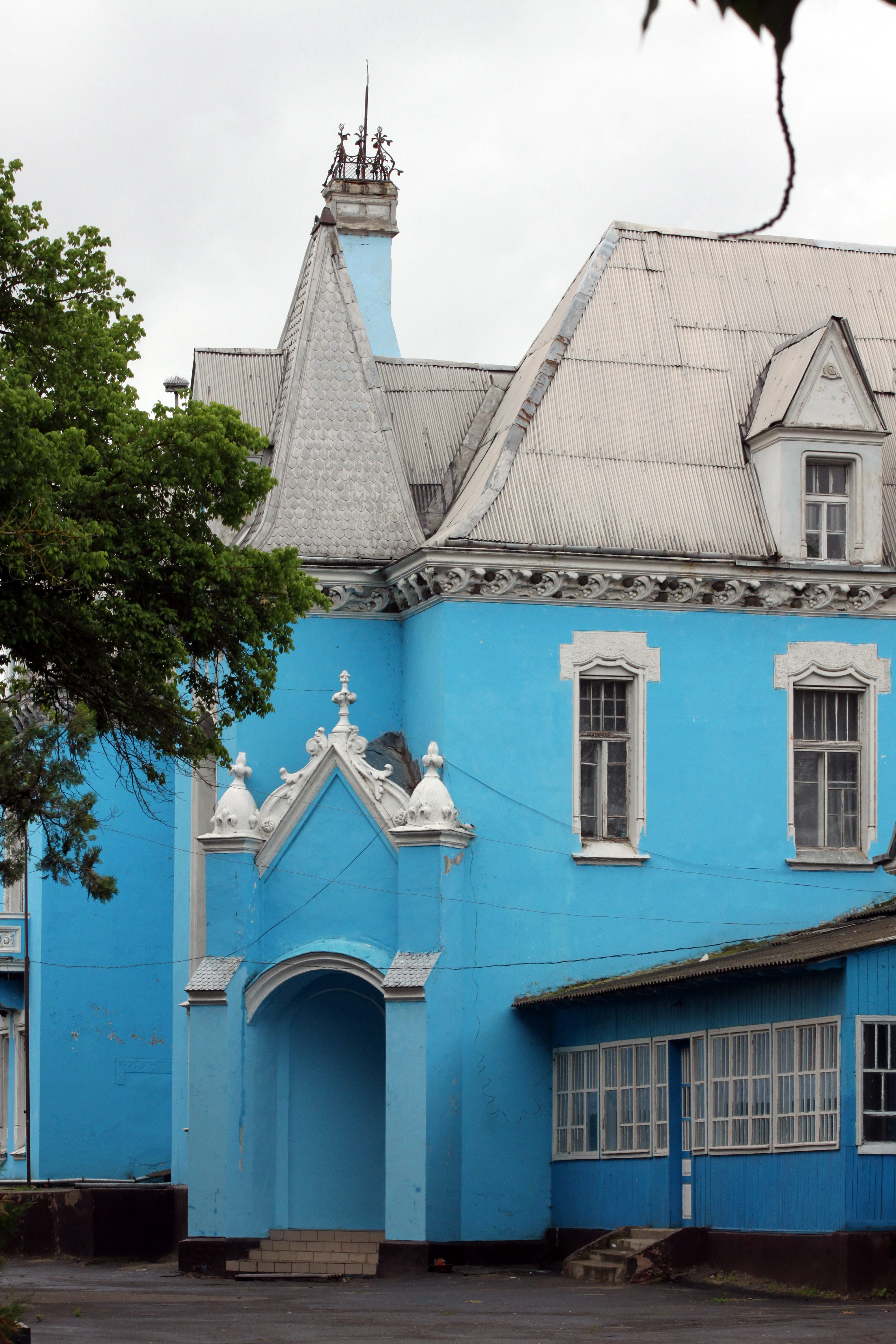
Вхід до палацу
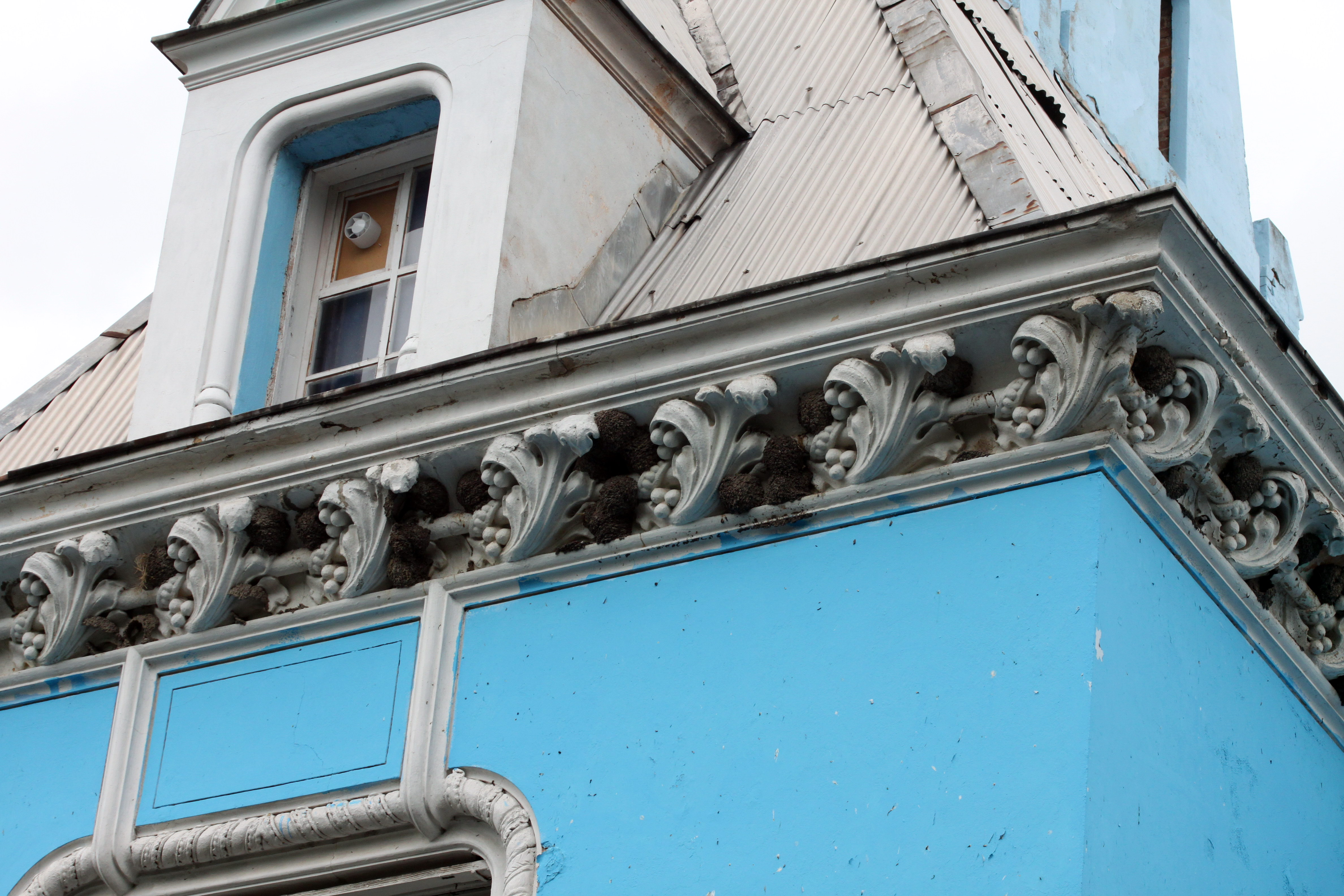
Елементи зовнішнього декору
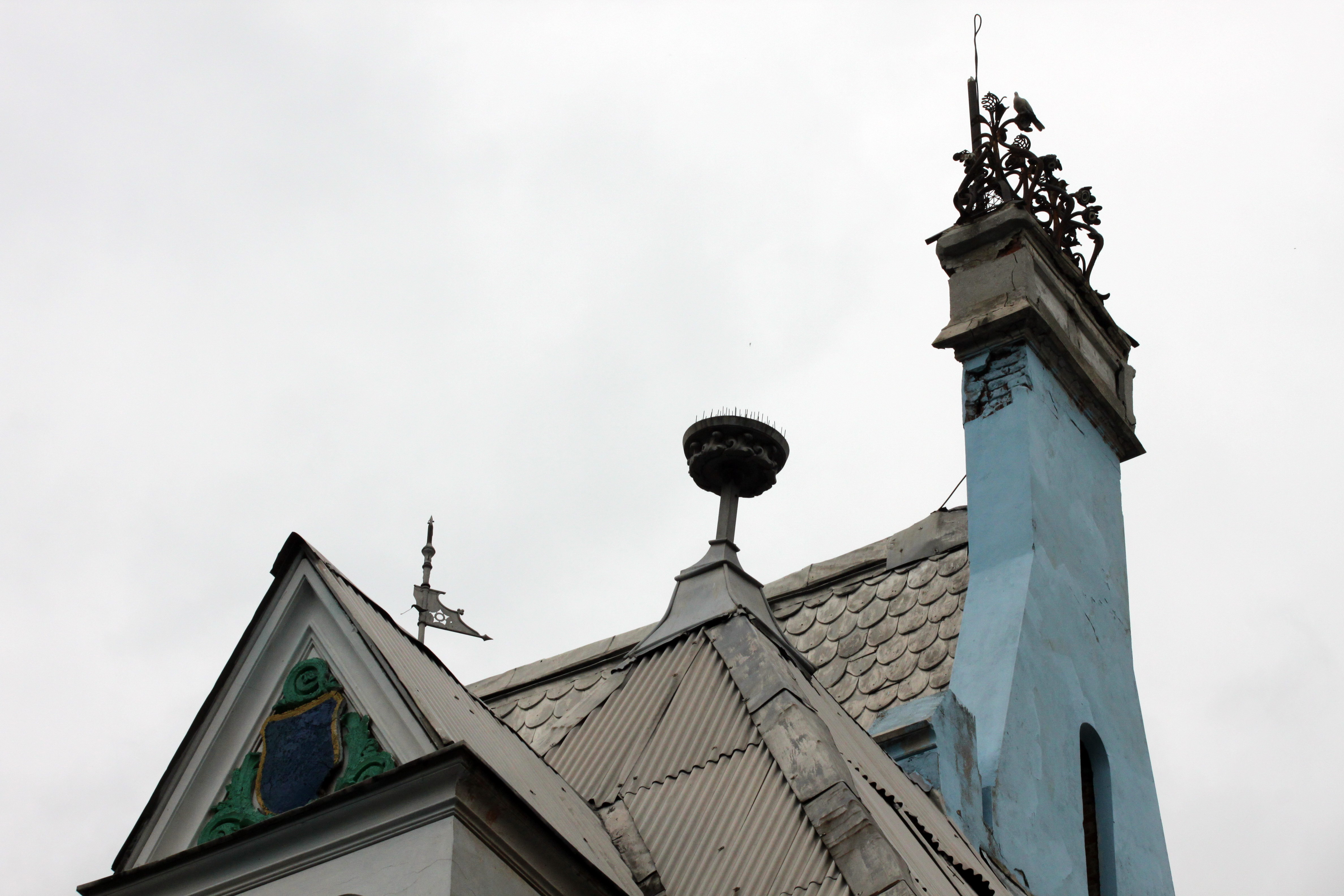
Елементи зовнішнього декору
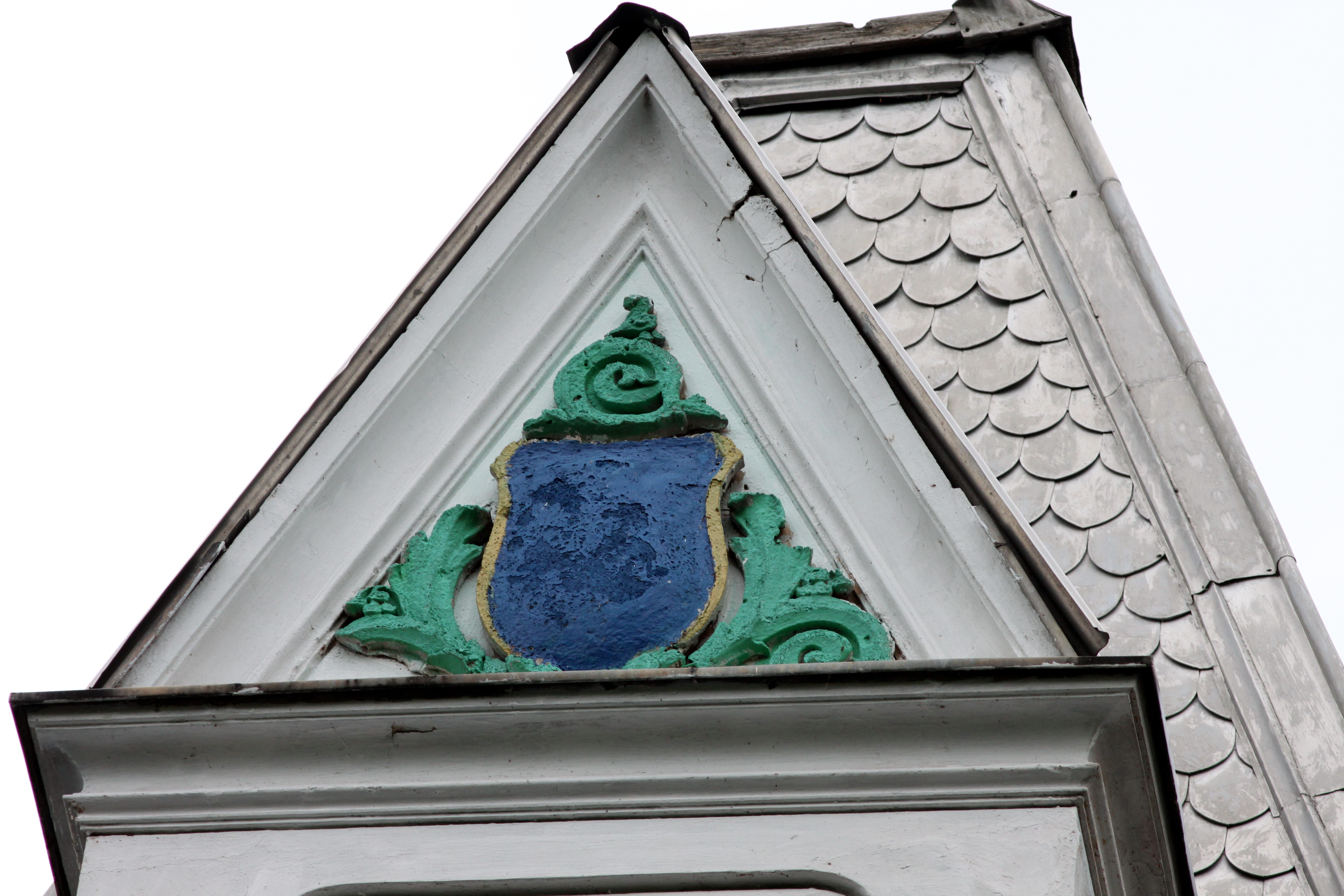
Елементи зовнішнього декору
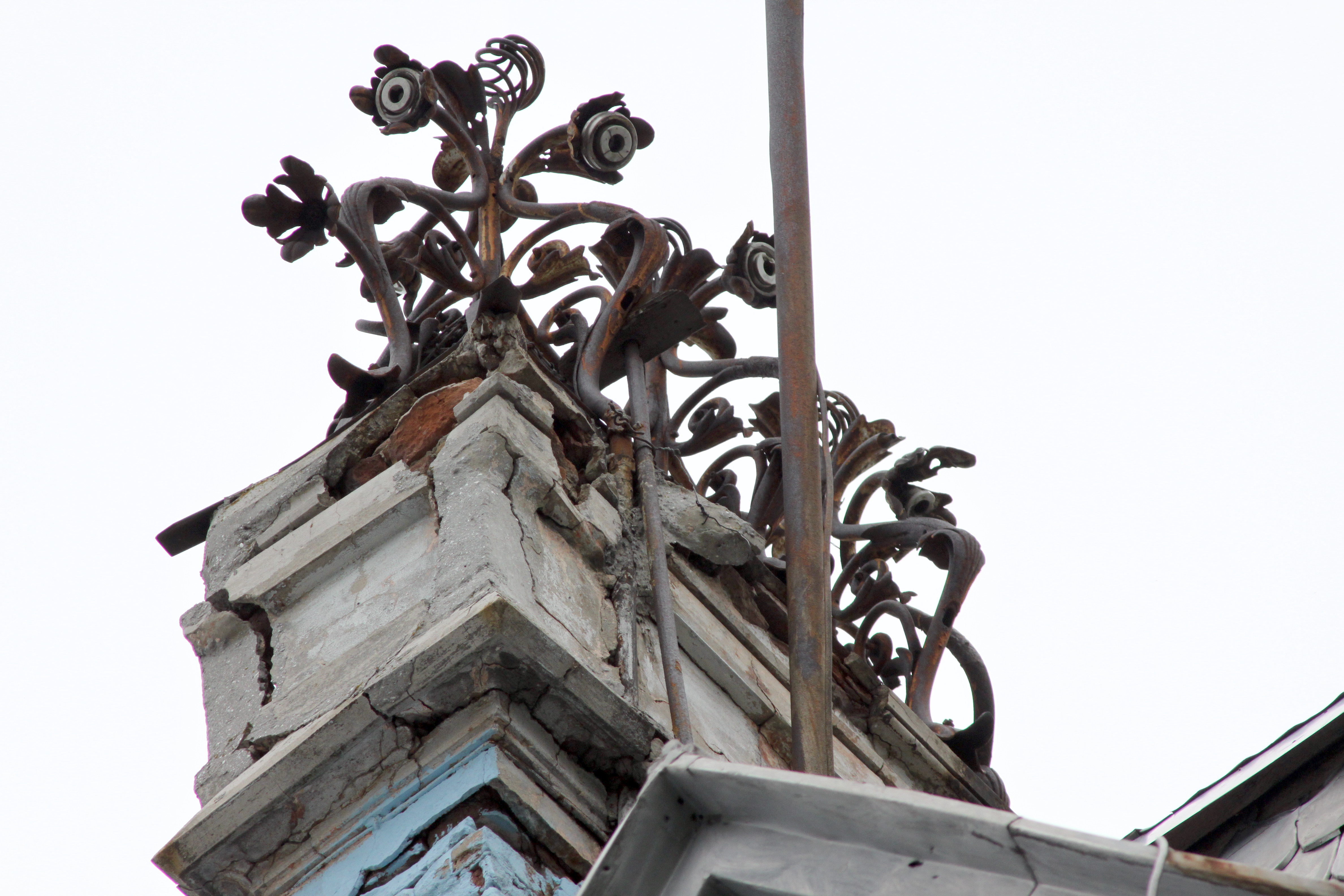
Елементи зовнішнього декору